# Discovery Investigations

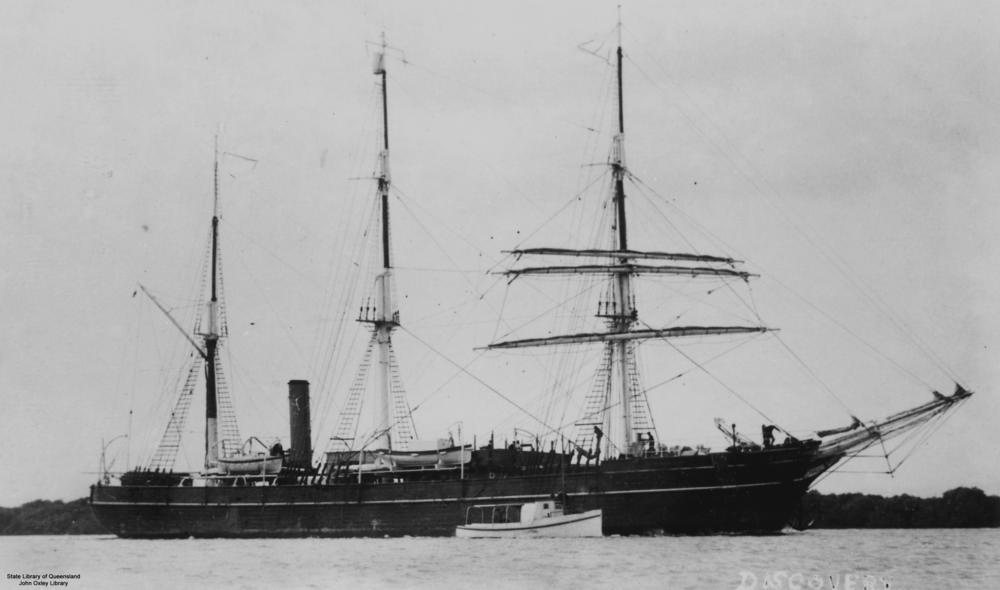
La nave da esplorazioni antartiche RRS Discovery impiegata per le Discovery Investigations tra il 1923 e il 1931.

Le Discovery Investigations sono state una serie di spedizioni scientifiche navali e rilevazioni basate a terra per studiare la biologia delle balene nell'Oceano antartico. 
Venivano finanziate dal Colonial Office britannico e organizzate dal Discovery Committee, costituito nel 1918 e con base a Londra. Lo scopo principale era di fornire un supporto scientifico alla gestione delle scorte commerciali dell'industria baleniera in Antartide. Il lavoro condotto dalle Discovery Investigations ha dato un notevole contributo alla conoscenza delle balene, del krill di cui si nutrono e dell'oceanografia del loro habitat; ha inoltre permesso di mappare la topografia locale, incluso l'Atherton Peak.
Le investigazioni continuarono fino al 1951, mentre il rapporto finale fu pubblicato nel 1980.

## Laboratorio
Gli studi basati a terra sull'isola della Georgia del Sud venivano condotti nel laboratorio marino chiamato Discovery House, costruito nel 1925 a King Edward Point e rimasto in funzione fino al 1931. Gli scienziati vivevano e lavoravano nell'edificio, dovendo poi percorrere circa un chilometro attraverso la King Edward Cove per raggiungere la stazione baleniera a Grytviken, dove potevano lavorare sulle balene che venivano portate a terra dalle navi baleniere commerciali.  

## Navi utilizzate
I vascelli impiegati nelle investigazioni furono:
- RRS Discovery dal 1924 al 1931
- RRS William Scoresby dal 1927 al 1945 e oltre[1]
- RRS Discovery II dal 1929 al 1951.[1]

## Pubblicazioni
I risultati delle investigazioni sono stati pubblicati nei Discovery Reports, che sono una serie di piccoli rapporti pubblicati in 38 volumi dalla Cambridge University Press e ultimamente dal National Oceanography Centre (NOC). Molti di questi rapporti sono stati pubblicati come volumetti individuali.

### List of the Discovery Reports
| Volume Pagine/Immagini/Mappe                | Titolo | Autore                                                                                                   | Data di pubblicazione |
| Volume I                                    | Volume I | Volume I                                                                                                 | Volume I              |
| ------------------------------------------- | --- | --- | --------------------- |
|                                             | List of Personnel | |                       |
| pp. 1–140 Plates I - VI                     | Station List 1925 - 1927 | | January 1929          |
| pp. 143–232 Plates VII - XVIII              | Objects, Equipment and Methods | S Kemp ScD A C Hardy MA N A Mackintosh ARCS MSc                                                          | July 1929             |
| pp. 235–255 Plates XIX - XXIV               | The Natural History of the Elephant Seal with Notes on Other Seals Found at South Georgia | L Harrison Matthews MA                                                                                   | July 1929             |
| pp. 259–540 Plates XXV - XLIV               | Southern Blue and Fin Whales | N A Mackintosh ARCS MSc J F G Wheeler MSc                                                                | December 1929         |
| pp. 543–560                                 | Parasitic Nematoda and Acanthocephala Collected in 1925 - 1927 | H A Bayliss MA DSc                                                                                       | December 1929         |
| pp. 563–592 Plates XLV - LVI                | The Birds of South Georgia | L Harrison Matthews MA                                                                                   | December 1929         |
| Volume II                                   | | |                       |
| pp. 3–222                                   | Polychaete Worms | C C A Monroe MA                                                                                          | October 1930          |
| pp. 225–260 Plate I                         | Thoracic Cirripedes Collected in 1925-1927 | C A Nilsson-Cantell, Sweden                                                                              | October 1930          |
| pp. 263–370 Plate II                        | Oceanic Fishes and Flatfishes Collected in 1925 - 1927 | J R Norman                                                                                               | October 1930          |
| pp. 373–402 Plates III - IV                 | Cephalopoda, I. Octopoda | G C Robson MA                                                                                            | November 1930         |
| pp. 405–434 Plate V                         | The Age of Fin Whales at Physical Maturity with a Note on Multiple Ovulations | J F G Wheeler MSc                                                                                        | January 1931          |
| pp. 437–482 Plates VI - VII                 | The Anatomy of a Marine Ostracod Cypridina (Doloria) Levis Skogsberg | H Graham Cannon ScD                                                                                      | February 1931         |
| Volume III                                  | | |                       |
|                                             | List of Personnel January 1932 | |                       |
| pp. 3–132 Plates I - X                      | Station List 1927 - 1929 | | January 1931          |
| pp. 135–198 Plates XI - XXXI                | The South Sandwich Islands (With a report on Rock Specimens by GW Tyrrell ARCSc DSc FGS FRSE) | S Kemp ScD FRS A L Nelson RNR                                                                            | November 1931         |
| pp. 201–222 Plate XXXII                     | Nebaliacea | H Graham Cannon ScD                                                                                      | December 1931         |
| pp. 225–260 Plates XXXIII - XXXVIII         | Cephalodiscus | C C John MA                                                                                              | December 1931         |
| pp. 263–268                                 | Spiders Collected by the Discovery Expedition, with a Description of a New Species from South Georgia | W S Bristowe BA FZS                                                                                      | December 1931         |
| pp. 269–296 Plate XXXIX                     | Mollusca: Gastropoda Thecosomata and Gymnosomata | Anne L Massy                                                                                             | March 1932            |
| pp. 299–344 Plates XL - XLIV Charts 1 - 4   | Narrative of Hydrographic Survey Operations in South Georgia and the South Shetland Islands | Lt Cdr J M Chaplin RN                                                                                    | June 1932             |
| Volume IV                                   | | |                       |
| pp. 3–230 Plates I - IV                     | Station List 1929 - 1931 | | July 1932             |
| pp. 235–265                                 | Oligochaeta. Part I. Microdrili (Mainly Enchytraeidae) | J Stephenson CIE MB DSc FRS                                                                              | May 1932              |
| pp. 267–291                                 | Oligochaeta. Part II. Earthworms | Grace E Pickford PhD, Osborn Zoological Laboratory, Yale University                                      | May 1932              |
| pp 293 – 460v Plates VI - XVII              | Foraminifera. Part I. The Ice-Free Area of the Falkland Islands and Adjacent Seas | Edward Heron-Allen FRS Arthur Earland FRMS                                                               | August 1932           |
| Volume V                                    | | |                       |
| pp 3 – 326v Plate I                         | Amphipoda | K H Barnard DSc FLS                                                                                      | August 1932           |
| pp. 329–363                                 | The Vascular Networks (Retia Mirabilia) of the Fin Whale (Balaenoptera physalus) | F D Omanney ARCS BSc                                                                                     | September 1932        |
| pp. 365–466 Plates II - III                 | The Uro-Genital System of the Fin Whale (Balaenoptera physalus) | F D Omanney ARCS BSc                                                                                     | September 1932        |
| pp. 469–484 Plate IV                        | Lobster-krill: Anomuran Crustacea that are the Food of Whales | L Harrison Matthews MA                                                                                   | November 1932         |
| Volume VI                                   | | |                       |
| pp. 1–138                                   | Pycnogonida | Isabella Gordon DSc PhD, Assistant keeper in the Department of zoology, British Museum (Natural History) | December 1932         |
| pp. 139–164 Plates I - VI                   | Report on Penguin Embryos Collected During the Discovery Investigations | C W Parsons BA, Lecturer in zoology at the University of Glasgow                                         | December 1932         |
| pp. 165–190 Plates VII - XLII               | On the Distribution and Movements of Whales on the South Georgia and South Shetland Whaling Grounds | Stanley Kemp ScD FRS A G Bennett                                                                         | December 1932         |
| pp. 191–204 Plates XLIII - XLIV             | On the Development of Cephalodiscus | C C John MA DSc DIC                                                                                      | December 1932         |
| pp. 205–236 Plates XLV - XLVII Charts 1 - 7 | Report on Soundings Taken During the Discovery Investigations 1926 - 1932 | H F P Herdman MSc                                                                                        | December 1932         |
| pp. 237–392 Plates XLVIII-LVII              | Sponges | Maurice Burton MSc, Assistant-Keeper, Department of Zoology, British Museum (Nat. Hist.)                 | December 1932         |
| Volume VII                                  | | |                       |
| pp. 3–15                                    | Fossil Forminifera from the Burdwood Bank and their Geological Significance | W A Macfadyen MC MA PhD FGS                                                                              | February 1933         |
| pp. 17–27                                   | Faecal Pellets from Marine Deposits | Hilary B Moore BSc                                                                                       | March 1933            |
| pp. 29–138 Plates 1 - VII                   | Foraminifera. Part II, South Georgia | Arthur Earland FRSE FRMS                                                                                 | June 1933             |
| pp. 139–170                                 | On Vertical Circulation in the Ocean due to the Action of the Wind with Application to Conditions within the Antarctic Circumpolar Current                                                                 | H U Sverdrup                                                                                             | November 1933         |
| pp. 173–238 Plates VIII - X                 | A General Account of the Hydrology of the South Atlantic Ocean | G E R Deacon BSc                                                                                         | November 1933         |
| pp. 241–252 Plates XI - XIII                | Whaling in the Dominion of New Zealand | F D Ommanney ARCS BSc                                                                                    | December 1933         |
| pp. 255–362 Plate XIV                       | Isopod Crustacea. Part I, The Family Serolidae | Edith M Sheppard MSc                                                                                     | December 1933         |
| pp. 365–406 Plate XV                        | Some Aspects of Respiration in Blue and Fin Whales | Alec H Laurie MA                                                                                         | December 1933         |
| Volume VIII                                 | | |                       |
|                                             | List of Personnel March 1934 | |                       |
| pp. 3–270                                   | On the Phytoplankton of the South-West Atlantic and the Bellingshausen Sea | T John Hart BSc                                                                                          | January 1934          |
| pp. 271–318 Plates I - XIII                 | The Southern Sea Lion, Otaria byronia (De Blainville) | J E Hamilton MSc                                                                                         | January 1934          |
| pp. 321–330                                 | On a New Species of Mite of the Family Halarachnidae from the Southern Sea Lion | Susan Finnegan BSc PhD                                                                                   | January 1934          |
| pp. 331–396 Plates XIV - XV                 | Scyphomedusae | G Stiasny DSC, Leiden                                                                                    | February 1934         |
| Volume IX                                   | | |                       |
| pp. 3–66                                    | Hydrology of the Bransfield Strait | A J Clowes M.Sc. ARCS                                                                                    | February 1934         |
| pp. 67–160                                  | Distribution of the Macroplankton in the Atlantic Sector of the Antarctic | N A Mackintosh D.Sc                                                                                      | April 1934            |
| pp. 163–174 Plate I                         | The Sub-Antarctic Forms of the Great Skua (Catharacta skua skua) | J E Hamilton M.Sc.                                                                                       | June 1934             |
| pp. 177–206 Plates II - XIV                 | The Marine Deposits of the Patagonian Shelf | L Harrison Matthews MA                                                                                   | August 1934           |
| pp. 209–216                                 | The Development of Rhincalanus | Robert Gurney                                                                                            | September 1934        |
| pp. 217–294 Plates XV - XVI                 | Nemerteans from the South Atlantic and Southern Oceans | J F G Wheeler D.Sc.                                                                                      | November 1934         |
| pp. 297–350 Plates XVI - XXII               | The Sea Floor Deposits. I General Characteristics and Distribution | E Neaverson DSc FGS                                                                                      | December 1934         |
| pp. 351–372                                 | On the Stock of Whales at South Georgia | J FG Wheeler D.Sc.                                                                                       | December 1934         |
| Volume X                                    | | |                       |
| pp. 3–210 Plates I-X                        | Foraminifera, Part III. The Falklands Sector of the Antarctic (Excluding South Georgia) | Arthur Earland FRMS                                                                                      | December 1934         |
| pp. 211–248                                 | The Falkland Species of the Crustacean Genus Munida | G W Rayner BSc                                                                                           | April 1935            |
| pp. 249–282 Plate XI                        | On the Diatoms of the Skin Film of Whales, and their Possible Bearing on Problems of Whale Movements | T John Hart MSc                                                                                          | June 1935             |
| pp. 285–382 Plates XII - XXV                | The South Orkney Islands | James W S Marr MA BSc                                                                                    | November 1935         |
| pp. 383–390                                 | Report on Rocks from the South Orkney Islands | CE Tilley BSc PhD                                                                                        | December 1935         |
| Volume XI                                   | | |                       |
| pp. 1–456                                   | The Plankton of the South Georgia Whaling Grounds and Adjacent Waters | A C Hardy MA ER Gunther MA                                                                               | November 1935         |
| pp. 457–510                                 | The Continuous Plankton Recorder | A C Hardy MA                                                                                             | December 1936         |
| pp. 511–538                                 | Observations on the Uneven Distribution of Oceanic Plankton | A C Hardy MA                                                                                             | November 1936         |
| Volume XII                                  | | |                       |
|                                             | List of Personnel 1936 | |                       |
| pp. 1–58                                    | Coast Fishes. Part I. The South Atlantic | J R Norman                                                                                               | December 1935         |
| pp. 59–198                                  | Polychaete Worms | C C A Monro MA                                                                                           | January 1936          |
| pp. 199–348 Plates I - IX                   | Echinoidea and Ophiuroidea | Th. Mortensen                                                                                            | March 1936            |
| pp. 349–378 Plates X - XII                  | The Birds of the South Orkney Islands | R A B Ardley RNR                                                                                         | February 1936         |
| pp. 379–440                                 | Larvae of Decapod Crustecea | Robert Gurney DSc                                                                                        | September 1936        |
| Volume XIII                                 | | |                       |
| pp. 1–76 Plates I - IIa                     | Foraminifera. Part IV, Additional Records from the Weddell Sea Sector from Material Obtained by the SY Scotia With a report on Some Crystalline Components of the Weddell Sea Deposits. by FA Bannister MA | Arthur Earland FRMS                                                                                      | September 1936        |
| pp. 77–106                                  | The Royal Research Ship Discovery II | R A B Ardley RNR N A Mackintosh DSc                                                                      | July 1936             |
| pp. 109–276 Plates XIV - XVI                | A Report on Oceanographical Investigations in the Peru Coastal Current | E R Gunther MA                                                                                           | October 1936          |
| pp. 277–384                                 | Rhincalanus Gigas (Brady) A Copepod of the Southern Macroplankton | F D Ommanney PhD ARCS                                                                                    | October 1936          |
| Volume XIV                                  | | |                       |
| pp. 1–192                                   | On the Development and Distribution of the Young Stages of Krill (Euphausia superba) | F C Fraser BSc                                                                                           | December 1936         |
| pp. 193–324                                 | The Southern Species of the genus Euphausia | D. Dilwyn John                                                                                           | 14 December 1936      |
| pp. 325-350 Plates I - V                    | The reproductive system of Euphausia superba | Helene E. Bargmann PhD                                                                                   | 25 June 1937          |
| pp. 351–404                                 | Larvae of Decapod Crustacea. Part IV. Hippolytidae | Robert Gurney DSc                                                                                        | June 1937             |
| Volume XV                                   | | |                       |
| pp. 1–124                                   | The Hydrology of the Southern Ocean | G E R Deacon BSc                                                                                         | March 1937            |
| pp. 125–152                                 | Note on the Dynamics of the southern Ocean | G E R Deacon                                                                                             | March 1937            |
| pp. 153–222                                 | New Species of Marine Mollusca from New Zealand | A W B Powell                                                                                             | March 1937            |
| pp. 223–284                                 | The Age of Female Blue Whales and the Effect of Whaling on the Stock | Alec H Laurie MA                                                                                         | May 1937              |
| Volume XVI                                  | | |                       |
| pp. 1–150 Plates I - V                      | Coast Fishes. Part II. The Patagonian Region | J R Norman                                                                                               | February 1937         |
| pp. 151–364 Plates VI - XIII                | The Plankton Diatoms of the Southern Seas | N Ingram Hendey FLS FRMS                                                                                 | April 1937            |
| pp. 365–412                                 | The Seasonal Circulation of the Antarctic Macroplankton | N A Mackintosh DSc                                                                                       | April 1937            |
| pp. 413–446 Plate XIV                       | Rhizosolenia curvata Zacharias, an Indicator Species in the Southern Ocean | T John Hart DSc                                                                                          | May 1937              |
| Volume XVII                                 | | |                       |
| pp. 1–6 Plate I                             | On the Histological Structure of Cetacean Lungs | F Haynes MA Alec H Laurie MA                                                                             | July 1937             |
| pp. 9–92 Plate II                           | The Humpback Whale, Megaptera nodosa | L. Harrison Matthews, M.A.                                                                               | January 1938          |
| pp. 95-168 Plates III-XI                    | The Sperm Whale, Physeter catodon | L. Harrison Matthews, M.A.                                                                               | March 1938            |
| pp. 169-182 Plates XII-XVII                 | Notes On The Southern Right Whale, Eubalaena australis | L. Harrison Matthews, M.A.                                                                               | April 1938            |
| pp. 185-290 Plates XVIII, XIX               | The Sei Whale, Balaenoptera borealis | L. Harrison Matthews, M.A.                                                                               | June 1938             |
| pp. 291–344                                 | Larvae of Decapod Crustecea. Part V. Nephropsidea and Thalassinidea | Robert Gurney D.Sc.                                                                                      | July 1938             |
| Volume XVIII                                | | |                       |
| pp. 1–104 Plate I                           | Coast Fishes. Part III. The Antarctic Zone | J R Norman                                                                                               | May 1938              |
| pp105 – 120 Plate II                        | On the Operation of Large Plankton Nets | James W S Marr MA BSc                                                                                    | August 1938           |
| pp. 121–222 Plates III - VI                 | Crinoidea | D Dilwyn John MSc                                                                                        | October 1938          |
| pp. 223–238                                 | Thoracic Cirripeded Collected in 1925 - 1936 | C A Nilsson-Cantell, Sweden                                                                              | January 1939          |
| pp. 239–264 Plates VII - XIII               | The Leopard Seal Hydrurga leptonyx (De Blainville) | J E Hamilton MSc                                                                                         | October 1939          |
| pp. 265–322 Plates XIV - XIX                | Hydromedusae from the Falkland Islands | Edward T Browne PL Kramp                                                                                 | November 1939         |
| pp. 323–338 Plates XX - XXI                 | Madreporarian Corals, with an Account of Variation in Carophyllia | J Stanley Gardiner MS FRS                                                                                | November 1939         |
| Volume XIX                                  | | |                       |
| pp. 1–120 Plates I - XXV                    | Phosphate and Silicate in the Southern Ocean | A J Clowes MSc ARCS                                                                                      | October 1938          |
| pp. 121–164 Plates XXVII - XXXIII           | A Second Report on the Southern Sea Lion, Otaria Byronia (De Blainville) | J E Hamilton MSc                                                                                         | December 1939         |
| pp. 165–184 Plates XXXIV - XXXVIII          | MacRobertson Land and Kemp Land, 1936 With a Report on Rock Specimens by CE Tilley FRS | George W Rayner                                                                                          | May 1940              |
| pp. 185–244 Plates XXXIX - XLII             | On the Anatomy of Gigantocypris Mulleri | H Graham Cannon ScD FRCS                                                                                 | July 1940             |
| pp. 245–284 Plates XLIII - LXVIII           | Whale Marking, Progress and Results to December 1939 | George W Rayner                                                                                          | July 1940             |
| pp. 285–296 Plates LXIX - XCV               | Distribution of the Pack Ice in the Southern Ocean | N A Mackintosh DSc HFP Herdman MSc                                                                       | July 1940             |
| Volume XX                                   | | |                       |
| pp. 1–68                                    | Larvae of Decapod Crustacea. Part VI. The Genus Sergestes | R Gurney and M V Lebour                                                                                  | July 1940             |
| pp. 69–306 Plates I - XXIII                 | Asteroidea | Walter K Fisher                                                                                          | November 1940         |
| pp. 307–382 Plates XXIV - XXVI              | On the Structure of the Photophores of some Decapod Crustacea | Ralph Dennell DSc                                                                                        | December 1940         |
| Volume XXI                                  | | |                       |
| pp. 1–226 Plates I - IV                     | Station List 1931 - 1933 | | February 1941         |
| pp. 227–234 Plates V - VI                   | A Rare Porpoise of the South Atlantic, Phocaena dioptrica (Lahille, 1912) | J E Hamilton DSc                                                                                         | February 1941         |
| pp. 235–260 Plates VII - VIII               | The Euchiuridae, Sipunculidae and Priapulidae Collected by the Ships of the Discovery Committee During the Years 1926 to 1937                                                                              | A C Stephen DSc                                                                                          | October 1941          |
| pp. 261–356                                 | Phytoplankton Periodicity in Antarctic Surface Waters | T John Hart DSc                                                                                          | October 1942          |
| Volume XXII                                 | | |                       |
| pp. 1–196 Plate I - IV                      | Station List 1933 - 1935 | | March 1942            |
| pp. 197–300                                 | The Southern Stocks of Whalebone Whales | N A Mackintosh DSc                                                                                       | June 1942             |
| pp. 301–510 Plates V - XIII                 | Polyzoa (Bryozoa) I. Scrupocellariidae, Epistomiidae, Farciminariidae, Bicellariellidae, Aeteidae, Scrupariidae                                                                                            | Anna B Hastings MA PhD British Museum (Natural History)                                                  | September 1943        |
| Volume XXIII                                | | |                       |
| pp. 1–18                                    | The Gut of Nebaliacea | Helen G Q Rowett                                                                                         | October 1943          |
| pp. 19–36                                   | On a Specimen of the Southern Bottlenosed Whale, Hyperoodon planifrons | F C Fraser DSc                                                                                           | March 1945            |
| pp 37 – 102                                 | Report on Rocks from West Antarctica and the Scotia Arc | G W Tyrell ARCSc DSc FGS FRSE                                                                            | June 1945             |
| pp. 103–176                                 | The Development and Life-History of Adolescent and Adult Krill, Euphausia superba | Helene E Bargmann PhD                                                                                    | June 1945             |
| pp. 177–212 Plates I - XIV                  | The Antarctic Convergence and the Distribution of Surface Temperatures in Antarctic Waters | N A Mackintosh DSc                                                                                       | January 1946          |
| pp. 213–222 Plate XV                        | Nebalipsis typica | H Graham Cannon ScD FRS                                                                                  | August 1946           |
| pp. 223–408 Plate XVI                       | Report on the Trawling Surveys on the Patagonian Continental Shelf Compiled mainly from manuscripts left by the late ER Gunther MA                                                                         | T John Hart DSc                                                                                          | December 1946         |
| Volume XXIV                                 | | |                       |
| pp. 1–196 Plates I - III                    | Station List 1935 - 1937 | | November 1944         |
| pp. 197–422 Plates IV - VI                  | Station List 1937 - 1939 | | April 1947            |
| Volume XXV                                  | | |                       |
| pp. 1–30 Plates I - IV                      | Antarctic Pyrenocarp Lichens | I Mackenzie Lamb D.Sc.                                                                                   | March 1948            |
| pp. 31–38 Plates V - XXII                   | Whale Marking II. Distribution of Blue, Fin and Humpback Whales Marked from 1932 to 1938 | George W Rayner                                                                                          | May 1948              |
| pp. 39–106 Plates XXIII - XXXI              | Soundings Taken During the Discovery Investigations, 1932–39 | H F P Herdman M.Sc.                                                                                      | September 1948        |
| pp. 107–112 Plate XXXII                     | On the Reproductive Organs of Holozoa Cylindrica Lesson | Dr A Arnback Christie-Linde                                                                              | March 1949            |
| pp. 143–280 Plates XXXIV - XXXVII           | Discovery Investigations Station List RRS William Scoresby 1931 - 1938 | | September 1949        |
| pp. 281–314 Plates XXXVIII - XLI            | Ellobiopsidae | Dr H Boschma FMLS CMZS                                                                                   | November 1949         |
| Volume XXVI                                 | | |                       |
| pp. 1–32 Plate I                            | The Bathypelagic Angler Fish Ceratias holbölli Kröyer | Robert Clarke MA                                                                                         | September 1950        |
| pp. 33–46 Plates II - IV                    | Stylasteridae (Hydrocorals) from Southern Seas | Prof. Hjalmar Broch University of Oslo                                                                   | January 1951          |
| pp. 47–196 Plates V - X                     | Antarctic and Subantarctic Mollusca: Pelecypoda and Gastropoda | A W B Powell FRSNZ                                                                                       | March 1951            |
| pp. 197–210                                 | The Vampyromorpha of the Discovery Expeditions | Grace E Pickford                                                                                         | July 1952             |
| pp. 211–258 Plates XI - XII                 | Discovery Investigations Station List RRS William Scoresby 1950 | | April 1953            |
| pp. 259–280                                 | A Preliminary Report on the Ostracoda of the Benguela Current | E J Iles                                                                                                 | October 1953          |
| pp. 281–354 Plates XIII - XVIII             | Open Boat Whaling in the Azores: The History and Present Methods of a Relic Industry | Robert Clarke MA                                                                                         | February 1954         |
| pp. 355–384                                 | Dispersal in Blue and Fin Whales | S G Brown                                                                                                | January 1954          |
| Volume XXVII                                | | |                       |
| pp. 1–162 Plates I - XII                    | Siphonophora of the Indian Ocean Together with Systematic and Biological Notes on Related Specimens from Other Oceans                                                                                      | A K Totton British Museum (Natural History)                                                              | April 1954            |
| pp. 163–200                                 | The Pelagic Mollusca of the Benguela Current Part I. First Survey RRS William Scoresby March 1950 With an Account of the Reproductive System and Sexual Succession of Limacina bulimoides                  | J E Morton PhD                                                                                           | August 1954           |
| pp. 201–208                                 | The Circumpolar Continuity of Antarctic Plankton Species | A de C Baker National Institute of Oceanography                                                          | August 1954           |
| pp. 219–234                                 | The Planktonic Decapod Crustacea and Stomatopoda of the Benguela Current Part I. First Survey RRS William Scoresby March 1950                                                                              | Marie V Lebour DSc                                                                                       | October 1954          |
| pp. 235–278 Plate XIII                      | The Distribution of Sagitta gazella Ritter-Zahony | P M David                                                                                                | April 1955            |
| pp. 279–291                                 | Cumacea of the Benguela Current | N S Jones PhD Marine Biological Station, Port Erin                                                       | June 1955             |
| pp. 293–302 Plates XIV - XVIII              | The Wax Plug in the External Auditory Meatus of the Mysticeti | P E Purves Dept of Zoology, British Museum (Nat. Hist.)                                                  | July 1955             |
| pp. 337–376                                 | Euphausiacea of the Benguela Current First Survey, RRS William Scoresby, March 1950 | Brian P Boden                                                                                            | August 1955           |
| pp. 377–395 Plates XX - XXI                 | Cestodes of Whales and Dolphins from the Discovery Collections | S Markowski                                                                                              | September 1955        |
| Volume XXVIII                               | | |                       |
| pp. 1–190                                   | Mysidacea | Olive S Tattersall DSc                                                                                   | November 1955         |
| pp. 191–236                                 | The Distribution of the Standing Crop of Zooplankton in the Southern Ocean | P Foxton                                                                                                 | April 1956            |
| pp. 237–298 Plates I - II                   | Sperm Whales of the Azores | Robert Clarke                                                                                            | December 1956         |
| pp. 299–398 Plates III - V                  | Station List 1950 - 1951 | | November 1955         |
| Volume XXIX                                 | | |                       |
| pp. 1–128 Plates I - VII                    | Hydromedusae from the Discovery Collections | P L Kramp                                                                                                | February 1957         |
| pp. 129–140                                 | New Observations on the Aberrant Medusa Tetraplatia volitans Busch | Willam J Rees and Ernest White British Museum (Natural History)                                          | February 1957         |
| pp. 141–198 Plates VIII - IX                | Isopod Crustacea Part II. The Sub-order Valvifera. Families: Idoteidae, Pseudidotheidae and Xenarctuidae Fam.N. With a Supplement to Isopod Crustacea, Part I. The Family Serolidae                        | Edith M Shephard Department of Zoology, Cardiff                                                          | September 1957        |
| pp. 199–228 Plates X                        | The Distribution of the Chaetognatha of the Southern Ocean | P M David                                                                                                | April 1958            |
| pp. 229–244                                 | The Reliability of Deep-Sea Reversing Thermometers | H F P Herdman and L H Pemberton                                                                          | May 1958              |
| pp. 245–280 Plates XI - XII                 | Octocorals Part I. Pennaturalarians | Hjalmar Broch The Zoological Laboratory, Oslo-Blindern, Norway                                           | December 1958         |
| pp. 281–308 Plate XIII                      | The Foetal Growth Rates of Whales with Special Reference to the Fin Whale, Balaenoptera Physalus Linn. | R M Laws National Institute of Oceanography                                                              | March 1959            |
| pp. 309–340                                 | The Distribution and Life History of Euphausia triacantha Holt and Tatersall | A de C Baker                                                                                             | April 1959            |
| Volume XXX                                  | | |                       |
| pp. 1–160 Plates I - VI                     | Ascidiacea | R H Millar                                                                                               | February 1960         |
| pp. 161–300                                 | The Distribution of Pelagic Polychaetes in the South Atlantic Ocean | Norman Tebble British Museum (Natural History)                                                           | April 1960            |
| pp. 301–408 Plates VII - XXVIII             | Studies on Physalia physalis (L.) Part I. Natural History and Morphology Part II. Behaviour and Histology                                                                                                  | A K Totton G O Mackie                                                                                    | August 1960           |
| Volume XXXI                                 | | |                       |
| pp. 1–122 Plates I - III                    | Swimbladder Structure of Deep-Sea Fishes in Relation to Their Systematics and Biology | N B Marshall British Museum (Natural History)                                                            | November 1960         |
| pp. 123–298                                 | The Benguela Current | T John Hart Ronald I Currie                                                                              | November 1960         |
| pp. 299–326                                 | The Appendages of the Halocyprididae | E J Iles Dept. Zoology, Univ. of Manchester                                                              | February 1961         |
| pp. 327–486 Plates IV - VII                 | Reproduction, Growth and Age of Southern Fin Whales | R M Laws                                                                                                 | November 1961         |
| Volume XXXII                                | | |                       |
| pp. 1–32 Plates I - II                      | Salpa fusiformis Cuvier and Related Species | P Foxton                                                                                                 | October 1961          |
| 33 - 464 Plate III                          | The Natural History and Geography of the Antarctic Krill (Euphausia superba Dana) | James Marr                                                                                               | November 1962         |
| Volume XXXIII                               | | |                       |
| pp. 1–54 Charts 1 - 11                      | The Movements of Fin and Blue Whales within the Antarctic Zone | S G Brown                                                                                                | March 1962            |
| pp. 55–92 Plate I                           | Rhizocephala | H Boschma Rijksmuseum van Ntuurijke Historie, Leiden                                                     | November 1962         |
| pp. 93–250 Plates II - VII                  | Antarctic and Subantarctic Mollusca: Amphineura, Scaphopoda and Bivalva | R K Dell Dominion Museum, Wellington, New Zealand                                                        | November 1964         |
| pp. 251–307 Plates VIII - XXI               | Larves de Cerianthaires | E Leloup Institut royal des Sciences naturelles de Belgique                                              | November 1964         |
| pp. 309–334                                 | The Latitudinal Distribution of Euphausia Species in the Surface Waters of the Indian Ocean | A de C Baker National Institute of Oceanography, Wormley, Godalming, Surrey                              | April 1965            |
| pp. 335–384 Plates XXII - XXVI              | Development of the stolon in Salpa fusiformis Cuvier and Salpa aspera Chamisso | R M Sawicki Rothamstead Experimental Station                                                             | April 1966            |
| Volume XXXIV                                | | |                       |
| pp. 1–116                                   | The Distribution and Life-History of Salpa Thompsoni Foxton with Observations on a Related Species, Salpa Gerlachei Foxton                                                                                 | P Foxton                                                                                                 | July 1966             |
| pp. 117–162                                 | The Distribution and Life-History of Calanoides acutus (Giesbrecht) | Keith J H Andrews                                                                                        | September 1966        |
| pp. 163–198                                 | The Distribution of Parathemisto Gaudichaudii (Guer), with Observations on its Life-History in the 0° - 20° E Sector of the Southern Ocean                                                                 | Jasmine E Kane                                                                                           | October 1966          |
| pp. 199–394 Plates 1 - 17                   | Polyzoa (Bryozoa) - Ascophora - from North New Zealand | Neil Andrew Powell National Museum of Canada, Ottawa                                                     | September 1967        |
| Volume XXXV                                 | | |                       |
| pp. 1–30 Plates I - IV                      | Seasonal Formation of Laminae in the Ear Plug of the Fin Whale | H S J Roe Whale Research Unit, National Institute of Oceanography                                        | September 1967        |
| pp. 31–134                                  | Seasonal Cycles and Reproduction in Sei Whales of the Southern Hemisphere | Ray Gambell Whale Research Unit, National Institute of Oceanography                                      | September 1968        |
| pp. 135–178                                 | Spirorbis Species (Polychaeta: Serpulidae) From the South Atlantic | Tegwyn Harris Department of Zoology, Exeter University                                                   | September 1969        |
| pp. 179–198 Plates V - VI                   | On Ihlea Magalhanica (Apstein) (Tunicata: Salpidae) and Ihlea Racovitzai (Van Beneden) | P Foxton National Institute of Oceanography                                                              | January 1971          |
| pp. 199-358                                 | Sperm whales off Durban | R Gambell Whale Research Unit, National Institute of Oceanography                                        | 1972                  |
| Volume XXXVI                                | | |                       |
| pp. 1–94                                    | Life Cycle of Antarctic Krill in Relation to Ice and Water Conditions | N A Mackintosh Natural Environment Research Council                                                      | February 1972         |
| pp. 95–156 Plates I - XVII                  | Distribution of Post-Larval Krill in the Antarctic | N A Mackintosh Natural Environment Research Council                                                      | December 1973         |
| pp. 157–178                                 | Sizes of Krill Eaten by Whales in the Antarctic | N A Mackintosh Natural Environment Research Council                                                      | April 1974            |
| pp. 179–266                                 | Monogena and Digena from Fishes | David I Gibson British Museum (Natural History)                                                          | February 1976         |
| Volume XXXVII                               | | |                       |
| pp. 1–324                                   | Cephalopoda in the Diet of Sperm Whales of the Southern Hemisphere and their Bearing on Sperm Whale Biology                                                                                                | Malcolm R Clarke Marine Biological Association of the United Kingdom, Plymouth                           | March 1980            |

## Libri
Le Discovery Investigations sono descritte nei seguenti libri, non più editi dopo il 2008:
- Great Waters, di Alister Hardy - Collins, 1967
- South Latitude, di F D Ommanney - Longmans, 1938
- Discovery II In The Antarctic, di John Coleman-Cooke - Odhams, 1963
- A Camera in Antarctica, di Alfred Saunders - Winchester Publications, London, 1950